# Dąbkowizna
Dąbkowizna – osada leśna w Polsce położona w województwie mazowieckim, w powiecie legionowskim, w gminie Nieporęt. 
Posiada przystanek kolejowy Dąbkowizna.